# 提比里斯聖三一主教座堂
提比里斯聖三一主教座堂是位於喬治亞首都提比里斯的一座喬治亞正教會的主教座堂。提比里斯聖三一主教座堂修建於1995年至2004年，是喬治亞正教會規模最大的教堂，也是南高加索地區規模最大的宗教建築之一。